# Francisco Serrano Bedoya
Francisco Serrano Bedoya (Quesada, 26 de octubre de 1812 o 1813 - Madrid, 23 de septiembre de 1882) fue un militar y político progresista español. Con diecisiete años ingresó como cadete en el provincial de Guadix; combatió en las guerras carlistas, ascendiendo a subteniente en 1833, teniente en 1835, capitán en 1837, comandante en 1838, teniente coronel en 1843, coronel en 1845 y teniente general en 1866. Apoyó al general Baldomero Espartero, acompañándole como ayudante de campo en su exilio en Inglaterra entre 1840 y 1845; se integró en la Unión Liberal, participó en la Revolución de 1868. Fue diputado por Jaén en las elecciones de 1854, 1858, 1865, 1869, 1871 y 1872. Durante el último trimestre de 1874 desempeñó el puesto de ministro de Guerra y Ultramar; el fin de su desempeño al frente del ministerio coincidió con el término de la Primera República Española. Fue además senador vitalicio desde 1881.

## Biografía
El teniente general Francisco Serrano Bedoya nació en Quesada, provincia de Jaén, el 26 de octubre de 1812. El 16 de julio de 1830 fue nombrado cadete de milicias, y ascendió a subteniente, por antigüedad, el 20 de enero de 1833. Desde los primeros momentos del levantamiento carlista en Cataluña, peleó bizarramente contra él, hallándose en multitud de hechos de armas. Obtuvo los empleos de teniente y capitán de milicias por rigurosa antigüedad, y por las heridas que recibió en la acción de Castell el 12 de abril de 1838, y por su distinguido comportamiento se le concedió el grado de comandante. Por real orden de 7 de marzo de 1839 ingresó en el ejército, en el arma de infantería, continuando en activas operaciones de campaña hasta la terminación de la guerra, que se vio honrado con el nombramiento de ayudante de campo de Espartero, general en jefe de los ejércitos, luego regente del reino, con el cual salió para Cataluña el año 1842 con objeto de sofocar la insurrección.
En 1843 fue nombrado teniente coronel, primer jefe del provincial de Madrid, con cuyo cuerpo se apoderó el 26 de junio del castillo de Chinchilla, rindiendo a su guarnición y obteniendo por tan brillante hecho de armas el empleo de coronel; continuó luego en operaciones por Andalucía hasta el 22 de julio que se le confirió el mando de los provinciales de Madrid y Segovia y un escuadrón de caballería, con estas fuerzas se dirigió a San Fernando, donde después de embarcado el regente del reino, resignó el mando en el jefe a quien por ordenanza correspondía, y siguió al regente en su emigración. Habiéndole concedido el embajador de España en Londres pasaporte para regresar a su patria, así lo verificó, llegando a Barcelona el 1 de marzo de 1844, desde cuyo punto le obligó el capitán general de Cataluña a volverse al extranjero, continuando emigrado hasta el mes de mayo de 1845, que legalmente autorizado por el gobierno, volvió a España y le fue reconocido el empleo de teniente coronel y grado de coronel permaneciendo de reemplazo en Cataluña hasta el 10 de octubre de 1848, que fue preso para embarcarle a Filipinas por haber sido ayudante del regente; logró evadirse refugiándose en un bergantín francés, L'Agil, surto en el puerto de Málaga, que le condujo a Orán, desde donde pasó a Marsella y Montpellier, permaneciendo por segunda vez emigrado hasta junio de 1849, que le fue levantado el destierro, y regresando a España se le confirió nuevamente el empleo de coronel de infantería.
En julio de 1852 fue nombrado ayudante del capitán general de Burgos, a cuyo lado permaneció hasta 1854 que fue enviado en situación de reemplazo a Albarracín, donde fue preso y llevado a Zaragoza, encontrándose en los sucesos que por entonces tuvieron lugar en aquella ciudad. Le fue revalidado el empleo de brigadier que le dio el regente del reino antes de su embarque en 1843, y fue nombrado por el duque de la Victoria segundo cabo de la capitanía general de Aragón. En abril de 1855 se le confirió el destino de segundo cabo de Castilla la Nueva, cuyo destino desempeñó hasta el 23 de mayo del mismo año, que salió en persecución del militar carlista Marco de Bello, cuyas fuerzas dispersó. El gobierno le nombró por este servicio mariscal de campo. Continuó de segundo cabo en Madrid hasta los sucesos acaecidos en la corte en 1856, a consecuencia de los cuales presentó, y le fue admitida la dimisión. En 1859 fue nombrado general del campo de Gibraltar, donde prestó grandes servicios durante la guerra de África, por lo que se le concedió la gran cruz de la Orden de Isabel la Católica. Desempeñó en los años de 1860 a 1866 las capitanías generales de Burgos, de las Provincias Vascongadas, de Castilla la Vieja y la dirección de la Guardia civil, siendo nombrado aquel último año, por elección, teniente general, y por los acontecimientos del 22 de junio le fue concedida la Gran Cruz del Mérito Militar.
En 1867 fue deportado a Canarias, de donde regresó, desembarcando en Cádiz, el 20 de junio, haciéndose cargo del ejército de Granada y el 11 de octubre del de Andalucía, cuyos mandos ejerció hasta que fue nombrado director general de la guardia civil, destino que desempeñó el año 1872, cesando en él, por haberle sido admitida la dimisión que presentó. En 1874 tuvo a su cargo la dirección general de Infantería, y luego fue nombrado general en jefe del ejército de Cataluña, y capitán general del mismo distrito, operando entonces contra los carlistas y alcanzando notables triunfos. Tuvo a su cargo después la dirección general de Estado Mayor, y continuó en operaciones de campaña en Cataluña, haciendo a su regreso a Madrid dimisión de aquel destino. En 2 o el 3 de septiembre del mismo año fue nombrado ministro de la Guerra y en 31 de diciembre dejó de serlo, a causa de la caída de aquel ministerio, con la Restauración de la monarquía borbónica en la persona de Alfonso XII y el fin de la Primera República Española. Fue diputado a Cortes en las constituyentes de 1858, 1865, 1869, 1870 y 1872. En el momento de su muerte ocupaba el cargo de presidente del Consejo Supremo de Guerra y Marina.